# جيم روبنسون (عازف جاز)
جيم روبنسون (بالإنجليزية: Jim Robinson)‏ هو عازف جاز أمريكي، ولد في 25 ديسمبر 1892 في مقاطعة بلاكيماينز في الولايات المتحدة، وتوفي في 4 مايو 1976 في نيو أورلينز في الولايات المتحدة.

## وصلات خارجية
- جيم روبنسون على موقع ميوزك برينز (الإنجليزية)
- جيم روبنسون على موقع أول ميوزيك (الإنجليزية)
- جيم روبنسون على موقع ديسكوغز (الإنجليزية)